# Acer opalus
Acer opalus é uma espécie de árvore do gênero Acer, pertencente à família Aceraceae.